# Michał Stachurski
Michał Stachurski (ur. 15 marca 1984 w Kielcach) – polski perkusista rockowy i jazzowy, znany głównie jako członek grupy MAFIA. Członek Związku Artystów Wykonawców STOART.
W dorobku ma ponad 40 wydawnictw fonograficznych i 5 książkowych. W latach 2007–2008 muzyk kontraktowy kompanii Royal Caribbean International. Od 2010 pracuje na stanowisku głównego instruktora ds. muzyki w Wojewódzkim Domu Kultury w Kielcach.
Absolwent Instytutu Edukacji Muzycznej Uniwersytetu Jana Kochanowskiego w Kielcach. Syn autora tekstów, muzyka i kompozytora Wojciecha Stachurskiego. Ze strony mamy spokrewniony jest z rodziną Jarońskich.